# Phronia gulata
Phronia gulata är en tvåvingeart som beskrevs av Eberhard Plassmann och Vogel 1990. Phronia gulata ingår i släktet Phronia och familjen svampmyggor. Inga underarter finns listade i Catalogue of Life.